# Dilay Willemstein
Dilay Willemstein (Eindhoven, 22 april 2000) is een Nederlands model en schoonheidskoningin. Ze won op 1 juli 2021 de titel van Miss World Nederland 2021.

## Biografie
Willemstein is geboren op 22 april 2000 en woont in Eindhoven. Ze werkt als professioneel model en dansdocent in Arnhem en Roosendaal. Ze voltooide haar dansopleiding aan het Utrecht Creative College in Utrecht.
Op 1 juli 2021 werd Willemstein via een verkiezing gekroond tot Miss World Nederland 2021. Aan het einde van het evenement volgde ze de vertrekkende Miss World Nederland 2019, Brenda Felicia Muste, op.
Als Miss World Nederland zou Willemstein Nederland vertegenwoordigen op de Miss World 2021-verkiezing in San Juan, Puerto Rico, maar door haar weigering zich tegen COVID-19 te laten vaccineren ging de eer naar de runner-up Lizzy Dobbe.